# ドラゴンボール3 悟空伝
『ドラゴンボール3 悟空伝』（ドラゴンボールスリー ごくうでん）は、1989年10月27日にバンダイから発売されたファミリーコンピュータ（ファミコン）用ロールプレイングゲーム。『ドラゴンボール』のファミコン作品第3弾。
2003年にワンダースワンカラー専用ソフトとして『ドラゴンボール』のタイトルでリメイクされた（後述）。

## 概要
ストーリーは原作の序盤から第二十三回天下一武道会までをアレンジしたものになっている。前作の『ドラゴンボール 大魔王復活』と同じくバッテリーバックアップではなく、パスワードで続きをプレイする。
ゲーム中、少年から青年への悟空の成長も描かれており、当時の宣伝広告では『ドラゴンボール』の総集編とも紹介された。

## ゲーム内容

### マップモード
カードに書かれた星の数だけ進める。イベントにより移動力が落ちることもある。特定のマスに止まるとアイテムがもらえたり、敵と遭遇するときがある。
- 空白 - 何も無い時と種類関係なく敵と対戦する場合がある。
- カプセルハウス - 5つのカードのどれかを引くとアイテムが手に入る。
- 卷き物 - 修行する。
- はてな - 神経衰弱方式でお助けカードが手に入るのと全カードを交換の2種類。
- ドクロ - 無種類の敵と対戦。ストーリーの進行具合に応じて現れる敵が変化し、ゲーム終盤には同じ敵しか出現しなくなる。
- 耳飾り - ウサギ団と対戦。ゲーム序盤の西の都付近に点在し、西の都攻略後は消滅。
- リボン - レッドリボン軍との対戦。腕自慢武道会終了後に出現。本部攻略後も一部が残っているが、空白と同じ扱い。
- 魔の紋章 - 魔族と対戦。マッスルタワー攻略後に出現。

### アドベンチャーモード
場面や状況の説明、会話が行われるシーン。周りの人物や物を調べたりして物語を進めていく。敵の基地などでは移動できるが、進みすぎて壁にぶつかるとダメージを受ける。

### 戦闘（カードバトル）
戦闘はカードで行われる。星の数（1〜7）で攻撃力、漢数字（一〜七）で防御力が決まる。星の数が高い方が攻撃権を取るが、こちらが1で相手が7の場合はこちらが攻撃権を取る。
攻撃パターンは中心の漢字によって決まる。
- 拳：パンチで攻撃する。少年期の悟空はモーションが2パターン存在する。敵の場合はパンチではなく貫手のようなモーションの場合もある。敵に使用者が多い肘打ちは拳ではなく後述の「特」カードで区別されている。
- 蹴：キックで攻撃する。
- 体：体当たりで攻撃する。悟空の場合は頭から突っ込むぶちかましあるいはスピアータックルのようなモーションである。敵は使用者が少ないが、頭から突っ込むモーションの他に肩からぶつかるショルダータックルや、上空から襲いかかるモーション、走り抜けて突撃するモーションなどがある。
- 武：武器を使った攻撃。悟空の場合は如意棒で攻撃する。ゲーム序盤の如意棒を所持していない時期と[注 1]、如意棒を手放す青年期には出現しない[注 2]。敵の場合は銃や刀剣類での攻撃にこの文字が割り振られる。
- 連：攻撃を連続で繰り出す。悟空の場合、蹴→体→拳のパターンと拳→蹴のパターンがある。
- 必：必殺技ポイントを消費して必殺技を繰り出す。ポイントが足りない技はリストに表示されず使用できないが、少年期のジャン拳と青年期の残像拳はポイントが0でも使用可能[注 3]。敵は無制限に使用する。
- ？：カード選択確定時に上記いずれかの文字に変化。
- 特：上記の拳・蹴・体・武に当てはまらない攻撃。主に肘打ちが多いが、モンスター系の敵による翼・尻尾・触手などの攻撃にもこの文字が割り当てられている。ほぼ敵専用カードだがクリリン操作時は手持ちのカードに配布される。
- 術：敵専用。
- 逃：後述のおたすけカードを使用して作成する。

守備パターンにも複数のモーションがあり、
- 手で受ける
- 体で受ける
- ジャンプする
- 残像拳

といったパターンが見受けられるが、どのような条件で決定されるのかは不明である。また、敵の場合は特にモーションが無く攻撃を受けるパターンや、上記に当てはまらない特殊なモーションを行う敵も存在する。モーションが1種類のみの敵も多い。残像拳については、発動すればどんな攻撃を受けてもノーダメージ確定となり、必殺技の残像拳が使える者（悟空と一部のボス敵）のみが発動する。
敵に勝利すると修行値が貰え、一定の値になるとレベルアップし体力や必殺技ポイントが増えたりスピード、パワー、テクニック、タフネスを高めるレベルポイントが得られたり、新たな必殺技が覚えられる。レベルの上限はストーリーの進行具合によって決められており、上限に達するとストーリーを進めるまで修行値が入らなくなる。また、敵を倒すとその敵が持っていたアイテムを獲得できるときがある。ここで獲得したアイテムはその場で消費され、ストックできない。
悟空が戦闘に負けた場合はゲームオーバーとなり、タイトル画面へ遷移する。例外として、一部のボス戦では負けてもゲームオーバーにならずにイベントが進行するが、大半の戦闘は負けるとゲームオーバーとなるため、負け＝ゲームオーバーが原則である。負けてもゲームオーバーにならないボス戦については#ボスキャラクターを参照。

### ステータス
以下の4項目があり、レベルアップ時にボーナスポイントを5与えられ、それをそれぞれ振り分けて成長させる。
- スピード

雑魚戦での攻撃力、防御力に関係する
- パワー

雑魚戦での攻撃力に関係する
- テクニック

ボス戦での攻撃力に関係する
- タフネス

防御力に関係する

### 修行
修行エリアに止まるかストーリーイベントで起こる。成功すると修行値が貰える。
- 亀仙人 - 亀仙人が出すカードより星の数が同じか多いカードを選ばないと負け。ただし7に対して1を出した場合は勝ちとなる。カメハウスでの修行イベント中は星の数が多いカードのみ勝ちにルールが変更され、通常時よりも獲得できる修行値が増える。
- カリンさま - カリンさまが出すカードより漢数字が同じか多いカードを選ばないと負け。ただし七に対して一を出した場合は勝ちとなる。カリン塔での修行イベント時は、計5回勝負で3回勝利すれば修行完了となるが、回数が増える毎にカリンさまが出すカードの枚数が増えていく上、漢数字が多いカードのみ勝ちにルールが変更される。失敗した場合はカリン塔から降ろされてやり直しとなる。また、この修行イベントを無視してストーリーを進めようとした場合は最終的にゲームオーバーとなる（後述、#ボスキャラクターを参照）。
- ミスターポポ - ミスターポポが出すカードと星の数か漢数字か真ん中の漢字で同じものを選ばないと負け。神殿での修行時は、ボポに勝利する度に先のマスへ進み、規定回数以内にゴールすれば修行成功となる。勝負のルールは通常時と変わらない。失敗時もそのままイベントが進行するが、必殺技の一部を習得できない。

### アイテムカード

#### 回復系
ファミコン版は戦闘中使用不可。
- たべもの
生命力を10回復。
- ごちそう
生命力を50回復。
- 仙豆
生命力を完全に回復。
- 極意書
必殺技ポイントを50回復。ファミコン版では持ち歩けない。

#### 戦闘時
- ねずみ
ブルー将軍の攻撃を無効化できる。
- 亀の甲羅
亀仙人の修行をクリアすれば入手。着けて闘うと普段よりも多く修業値がもらえる。ただしスピードが少し低下する。
- 重い道着
青年期より登場。着けて闘うと普段よりも多く修業値がもらえる。ただしスピードが少し低下する。

#### その他
- 飛行機
好きな場所へ移動できる。子ガメラまたは筋斗雲入手後は出現しない。
- 子ガメラ
好きな場所へ移動できる。ただし目が回って生命力を消費する。何度でも使用可。ファミコン版のみ筋斗雲との二者択一で入手可能。ワンダースワンカラー版には出現しない。
- 筋斗雲
好きな場所へ移動できる。ただし必殺技ポイントを消費する。何度でも使用可。
- ドラゴンレーダー
最初から所持している。使用すると「ここではつかえません」と表示され、ゲーム中で実際に使う機会が無い。

### おたすけカード
戦闘中のみ使える。
- ヤムチャ
その時の戦闘中のみ能力値全てが2つ増える。
- 天津飯
その時の戦闘中のみ能力値全てが5つ増える。
- ウーロン
一番左のカードを『逃』にする。星の数が負けると逃げられない。あらかじめこのカードで『逃』を用意しておけばボス戦でも逃げることができる。
- 餃子
どのカードでも『逃』にすることができる。星の数で負けても逃げられる。イベントでの戦闘では使えない。
- ブルマ
生命力を10回復。
- カリンさま
生命力を50回復。
- 神様
生命力を完全回復する。
- アラレちゃん
全部の持ちカードを必殺技にする[注 6]。
- ガッちゃん
全部の手持ちカードの星と漢字が七になる[注 6]。
- オボッチャマン
1枚目のカードのみ必ず攻撃権を取る[注 6]。
- プーアル
全部の手持ちカードの漢字が1つ増える。
- クリリン
全部の手持ちカードの星の数が1つ増える。
- ヤジロベー
必殺技ポイントを10回復する。
- 亀仙人
必殺技ポイントを50回復する。
- ミスター・ポポ
必殺技ポイントを完全回復する。
- 占いババ
全部の手持ちカードを交換する。

## 登場キャラクター

### 味方キャラクター
孫悟空
主人公。少年期と青年期では技が違う。ファミコン版では「ソン・ゴクウ」と表記。
少年期必殺技（ジャン拳、残像拳、二重残像拳、多重残像拳、かめはめ波、曲がるかめはめ波、逆かめはめ波、大きなかめはめ波）
青年期必殺技（残像拳、衝撃波、消える攻撃、太陽拳、かめはめ波、逆かめはめ波、足かめはめ波、超かめはめ波）
クリリン
亀仙人のもと、悟空と共に修行する兄弟弟子。占いババの宮殿での戦いにて使用可能。
必殺技（残像拳、かめはめ波）
ヤムチャ
荒野の盗賊。後に仲間となる。占いババの宮殿での戦いにて使用可能。
必殺技（狼牙風風拳）
シェン
ワンダースワンカラー版のみ登場。天下一武道会に出場した謎の中年。その正体はピッコロを止めるために人間の身体を借りた神である。最終ボスであるマジュニア（ピッコロ）と一騎討ちする。勝敗にかかわらず展開は同じだが、勝てば悟空のレベルが上がる。
必殺技（気合い術）

### 敵キャラクター

#### 雑魚キャラクター
リカント、山賊、ゾンビリカント
山賊グマ。山賊は刀を使用する。
ウサギ団
兎人参化の部下のならず者集団。2種類いて太った方はマシンガンを乱射する。イベントでは西の都で登場する。
大牛、猛牛
姿は原作でウーロンが化けた牛と同じ。猛牛は2匹でエンカウントする場合あり。
キングギラン
ギラン型の怪獣。必殺技はグルグルガム。
毒ギラン
ギラン型。魔族であり、暗黒魔城の中ボスとしても登場する。必殺技は毒液。
レッドリボン軍
全部で6種いるレッドリボン軍の兵士。イベントではマッスルタワーで登場する。
ターミネーター、殺人サイボーグ
メタリック軍曹型。殺人サイボーグのみロケット・パンチ、ロケットを使用する。ワンダースワンカラー版で殺人サイボーグは「サイボーグ」、ターミネーターは「アサシン」に名前を変更されている。
下忍、上忍
ムラサキ曹長型。武器はブーメラン手裏剣。上忍のみ刀や手榴弾も使用する。
ガキン
ブヨン型。必殺技はベロ伸ばし、カミナリ攻撃。
パトロールロボット、番人ロボット
海賊が作ったロボット。ワンダースワンカラー版でパトロールロボットは「スパイロボット」に名前を変更されている。
ホウタイおとこ、マミー
ミイラくん型。マミーのみ包帯投げを使用する。ワンダースワンカラー版でホウタイおとこは「ホウタイマン」に名前を変更されている。
デビルズ、サターン
アックマン型。サターンのみアクマイト光線を使用する。
メカデビル
バトルジャケット型のロボット。魔族として登場する。「必」カードしか出さないため、必殺技しか使用しない。必殺技はロケット、ビーム光線。
ハープ、マンドリン
タンバリン型の魔族。マンドリンのみ魔光砲を使用する。
ベル、マリンバ
シンバル型の魔族。マリンバのみカミナリ攻撃を使用する。
ビオラ、コンガ
ドラム型の魔族。コンガは暗黒魔城の中ボスとしても登場する。

#### ボスキャラクター
山賊のボス
山賊たちの砦のボス。部下同様刀を使用する。ウミガメから如意棒を奪った。
ヤムチャ
砂漠で戦う他、腕自慢武道会第2試合、世界武道選手権第3試合、天下一武道会第3試合の対戦相手として登場。必殺技は狼牙風風拳（1、2戦目）、新狼牙風風拳（3、4戦目）、かめはめ波（3、4戦目）、繰気弾（4戦目）。砂漠での対戦時は負けてもゲームオーバーにはならず、持ち物を全て奪われて再開となる。勝利しないとイベントが進行せず、倒すまでは何度でも再戦可能。
クリリン
亀仙人の修行を受ける前に戦う他、腕自慢武道会準決勝戦、世界武道選手権第2試合、天下一武道会第2試合の対戦相手として登場。必殺技は残像拳（2、3、4戦目）、かめはめ波（3、4戦目）、ダブルかめはめ波（4戦目）。
ギラン
怪獣。腕自慢武道会第1試合の対戦相手。必殺技はグルグルガム。
ジャッキー・チュン
腕自慢武道会決勝戦の対戦相手。正体は亀仙人。必殺技は残像拳、かめはめ波、よいこの眠眠拳、酔拳、萬國驚天掌。勝てば修行値に関係なく悟空のレベルが上がり、負けてもゲームオーバーにならずにストーリーが進行する。
メタリック軍曹
マッスルタワー3階の番人。必殺技はロケット・パンチ、ロケット。
ムラサキ曹長
マッスルタワー4階を守る忍者。武器はブーメラン手裏剣、刀。
ブヨン
マッスルタワー5階にある秘密の部屋で待ち受ける怪物。必殺技はベロ伸ばし、カミナリ攻撃。
ブルー将軍
マッスルタワーのボス。6階で聖地カリンからさらったウパを閉じ込めている。「術」カードで超能力を使用する。本作では原作におけるホワイト将軍の役割を兼ねている。
桃白白
世界一の殺し屋。レッドリボン軍に依頼され軍本部で戦い、後にサイボーグ化して天下一武道会第1試合の対戦相手として登場。必殺技はどどん波（1戦目）、スーパーどどん波（2戦目）。武器は剣（2戦目）。1戦目はカリン塔での修行を完了せずに戦うとゲームオーバーとなる。
バトルジャケット
レッドリボン軍本部のボス。ブラック補佐が乗り込む戦闘用ロボット。必殺技はビーム光線。
ミイラくん
占いババの1人目の選手。悪魔の便所で戦う。ファミコン版ではクリリンとヤムチャではかなわない程の強さ。必殺技は包帯投げ。
アックマン
占いババの2人目の選手。悪魔の便所で戦う。必殺技のアクマイト光線は必殺技ポイントを減らす特殊な技で、防御時に残像拳が発動しても防ぐことができない。
孫悟飯
占いババの3人目の選手。競技場で戦う。必殺技は残像拳、かめはめ波。ワンダースワンカラー版では「達人」と表記。
ピラフマシーン
ピラフ一味のマイ、シュウ、ピラフが乗り込むバトルジャケット型のロボット。3連戦することになる。必殺技はロケット。
餃子
鶴仙人の弟子。世界武道選手権第1試合の対戦相手として登場。必殺技はどどん波、超能力。
天津飯
鶴仙人の弟子。世界武道選手権決勝戦、天下一武道会準決勝戦の対戦相手として登場。必殺技は残像拳、どどん波、排球拳、太陽拳、四妖拳、気功砲、四身の拳（2戦目）。1戦目は負けてもゲームオーバーにならずにストーリーが進行する。1戦目2戦目共に勝てば修行値に関係なく悟空のレベルが上がる。
ヤジロベー
タンバリンを追う途中で戦うことになる風来坊。武器は刀。
タンバリン
魔族。ドラゴンボールが付いた世界武道選手権の優勝トロフィーを奪う。後に暗黒魔城の中ボスとして登場し、雑魚キャラクターとしても出現する。必殺技は魔光砲。
シンバル
魔族。ドラゴンボールを狙って悟空と戦う。後に暗黒魔城の中ボスとして登場し、雑魚キャラクターとしても出現する。必殺技はカミナリ攻撃。
ドラム
魔族。暗黒魔城の中ボスとして登場し、雑魚キャラクターとしても出現する。
ニセ・ゴクウ
魔族のピアノが変身した緑色の悟空。暗黒魔城の中ボスとして登場する。必殺技はジャン拳、残像拳、二重残像拳、大きなかめはめ波（ワンダースワンカラー版では「強力かめはめ波」）。
ピッコロ大魔王
魔族やウサギ団、ピラフ一味、レッドリボン軍の親玉で、天下一武道会を消滅させた張本人。1度目の対戦では倒すことはできない。暗黒魔城ではボスとして登場し、超神水を飲んでパワーアップした悟空と再戦する。必殺技は目から怪光線、魔光砲、爆裂魔光砲。
匿名希望
ワンダースワンカラー版のみ登場。天下一武道会第2試合の対戦相手。正体はチチ。
マジュニア
最終ボス。ピッコロ大魔王の生まれ変わりで天下一武道会決勝戦の対戦相手。必殺技は魔光砲、腕伸ばし、巨身術、超巨身術、地球破滅波、魔貫光殺砲。
アラレちゃん
エンディングで戦える隠しキャラクター。必殺技はんちゃ砲。特殊技は喜ぶ、ウンチ攻撃。
ラディッツ
ファミコン版のみの隠しキャラクター。アラレちゃん以上のステータスな上、チチと結婚するイベントが発生していないと強力なステータス補正がかかり、勝つのが困難になる。必殺技はエネルギー波。

## 音楽

### 主題歌
エンディングテーマ
- 「カノン」
  - 作曲：ヨハン・パッヘルベル

## 評価
『ファミリーコンピュータMagazine』の読者投票による「ゲーム通信簿」での評価は以下の通りとなっており、30点満点中24.78点となっている。また、同雑誌1991年5月10日号特別付録の「ファミコンロムカセット オールカタログ」では「カードを使ってのリアルな戦闘画面、3Mの大容量を駆使した美しいグラフィック、原作に忠実なゲーム展開、心地良い音楽。魅力はつきないほど、遊べるように作られているぞ」と紹介されている。
| 項目 | キャラクタ | 音楽 | お買得度 | 操作性 | 熱中度 | オリジナリティ | 総合  |
| 得点 | 4.43       | 3.92 | 3.89     | 3.99   | 4.38   | 4.17           | 24.78 |

## ワンダースワンカラー版
タイトルは『ドラゴンボール』。2003年11月20日にバンダイから発売されたワンダースワンカラー専用ソフト。『ドラゴンボール3 悟空伝』のリメイク作品。
シナリオがより原作に近いものにアレンジされ、グラフィックが新たに描き起こされている他、一部必殺技にカットイン演出が追加されている。天下一武道会がピッコロ大魔王によって消されたストーリーではなくなっているため、腕自慢武道会や世界武道選手権大会は天下一武道会に統合され、原作のとおり第21回から第23回まで進むように変更されている。ウサギ団、ピラフ一味、レッドリボン軍はピッコロ大魔王の手下ではなくなっている。リメイクの名残で、ピッコロ大魔王が復活するイベントは入っておらず、原作のキングキャッスル編に替わる『悟空伝』独自ダンジョンの暗黒魔城はそのままである。また、超神水を飲まないとピッコロと再戦できない、ブルー将軍戦後一時的にアラレを操作できる（固有ユニットが出現）、1戦目から桃白白を倒せる、孫悟飯（達人）を悟空以外でも倒せるなどFC版からのイベントにも変更の手が加えられた。
また、ゲームバランスは再調整されて難易度はやや低下し、『悟空伝』に登場しなかった追加キャラクターとしてシェンと匿名希望（チチ）が登場、それによって第23回天下一武道会は原作通りの試合展開に改められ、2回戦に孫悟空対匿名希望戦が、準決勝2戦目にシェン対マジュニア戦（プレーヤーはシェン）がそれぞれ追加されている。隠しボスのラディッツが削除され、アラレちゃんの必殺技の「んちゃ砲」が強化、オープニング画面の大幅な変更やオープニングBGMが『摩訶不思議アドベンチャー!』に変更される（それに伴いカートリッジにJASRACのマークが付くようになる）など、変更点は多い。
そのため、オリジナル版から引き継がれていないBGMは、オープニング画面に入る前の部分のみである。

### スタッフ
- 集英社
  - Vジャンプ編集部
    - KENJI OKAMOTO、寺師大輔

  - 東映アニメーション
    - TOKIKO SAKURADA、小池克実
- キャラメル・ママ
  - 藤下元気
- 開発
  - マネージャー：WEEKEND JIANG
  - プランナー：MAPIO TOMOYA、HANABI
  - プログラマー：CARRITON、BORIS、WASHING、MUSASHIM
  - デザイナー：ODLER、PANDAMAN、TIM H、ALPHARD、BEAST MA、JIRO TANIGUCHI
  - コンポーザー：TAMURO TAKASU、KANADE YOKOKAWA
  - 制作サポート：鈴木敏弘
  - プロモーション：本間さなえ
  - プロデューサー：SATOSHI OHNO、NOBUYUKI TANAKA